# Szyk V2
Szyk V2 – szyk wyrazów w zdaniu oznajmującym, w którym orzeczenie znajduje się na drugim miejscu niezależnie od tego, jaka część mowy zajmuje pozycję pierwszą. Występuje m.in. w językach germańskich: angielskim, niemieckim, niderlandzkim, szwedzkim, norweskim. W języku polskim, w którym nie obowiązuje szyk ścisły, orzeczenie często znajduje się na drugim miejscu.

## Szyk V2 w języku szwedzkim
Orzeczenie występuje zawsze na drugiej logicznej pozycji:
I går åkte jag till Motala (wczoraj pojechałem do Motali).
- Na pierwszym miejscu w zdaniu, zwanym w gramatyce szwedzkiej fundamentem, występuje najczęściej podmiot[4]. Może on przyjmować formę rzeczownika, zaimka, zdania podrzędnego.

- Zwykle logiczną pozycję fundamentu zajmuje okolicznik czasu. Jako fundament mogą wystąpić również okolicznik miejsca, przyczyny, sposobu bądź dopełnienie, ale tylko w użyciu emfatycznym[4]: Med honom vill jag inte tala (z nim nie chcę rozmawiać); normalnym szykiem zdania jest w tym wypadku: Jag vill inte tala med honom.